# Brachygastra azteca
Brachygastra azteca är en getingart som först beskrevs av Henri Saussure 1857.  Brachygastra azteca ingår i släktet Brachygastra och familjen getingar. Inga underarter finns listade.